# Nicolas Pallois
Nicolas Pallois (* 19. September 1987 in Elbeuf) ist ein französischer Fußballspieler. Der Innenverteidiger steht seit 2017 in der Ligue 1 beim FC Nantes unter Vertrag.

## Karriere

### Verein
Nicolas Pallois begann seine Karriere in der zweiten Mannschaft des SM Caen und bei US Quevilly. Im Sommer 2010 wechselte er ablösefrei zu FC Valenciennes. Dort absolvierte er am ersten Spieltag der Saison 2010/11 sein Debüt in der höchsten französischen Liga gegen den OGC Nizza als Pallois in der Nachspielzeit der zweiten Hälfte für Grégory Pujol eingewechselt wurde. Im Sommer 2011 wurde er für eine Saison an Stade Laval in die Ligue 2 ausgeliehen. Dort absolvierte er 21 Spiele und erzielte dabei drei Tore. Im Anschluss an die Leihe wechselte Pallois ablösefrei zu Chamois Niort. In Niort wurde er auf Anhieb Stammspieler und bestritt in den folgenden beiden Saisons 71 von 76 möglichen Ligaspielen. Im Juli 2014 folgte der Wechsel zu Girondins Bordeaux für eine Ablöse in Höhe von 500.000 Euro. Mit Girondins Bordeaux erreichte Pallois in der ersten Saison den sechsten Platz in der Ligue 1, qualifizierte sich für die UEFA Europa League und absolvierte in der folgenden Saison die ersten internationalen Spiele seiner Karriere. Am 22. November 2015 griff Nicolas Pallois in der 90. Minute einen der Schiedsrichterassistenten tätlich an und wurde in der Folge am 17. Dezember für drei Monate gesperrt. Nach seiner Rückkehr erzielte er am 11. Mai 2016 das erste Tor seiner Karriere in der Ligue 1. In der Sommerpause 2017 verließ Pallois Bordeaux für eine Ablöse in Höhe von zwei Millionen Euro und schloss sich dem FC Nantes an. Dort unterschrieb er einen Drei-Jahres-Vertrag. Am 10. Mai 2019 verlängerte er seinen Vertrag bis Sommer 2022.

## Erfolge
FC Nantes
- Französischer Pokalsieger: 2022